# Xanthocampoplex caloptiliae
Xanthocampoplex caloptiliae är en stekelart som beskrevs av Kusigemati 1982. Xanthocampoplex caloptiliae ingår i släktet Xanthocampoplex och familjen brokparasitsteklar. Inga underarter finns listade i Catalogue of Life.